# Чхеидзе, Зураб Амвросиевич
Зураб Амвросиевич Чхеидзе (груз. ზურაბ ამბროსის ძე ჩხეიძე; 13 мая 1930, с. Шорапани, Грузинская ССР, СССР — 13 ноября 2007) — советский грузинский государственный и партийный деятель. Председатель Совета министров Грузинской ССР (1989).

## Биография
Родился 13 мая 1930 года в селе Шорапани Зестафонского района Грузинской ССР. В 1954 году окончил Грузинский политехнический институт имени Сергея Кирова. 1976 — окончил заочную Высшую партийную школу при ЦК КПСС. Кандидат технических наук.
С 1954 года работал на заводе Запорожсталь имени Серго Орджоникидзе. За два года переехал в Харьков, где работал младшим научным сотрудником Украинского научно-исследовательского института металлов. В 1958 году вернулся на родину и занял должность начальника металлургической лаборатории Закавказского металлургического завода в городе Рустави. Позже на том же заводе занимал должности начальника центральной заводской лаборатории, заместителя главного инженера.
В 1965 году был назначен директором Зестафонского завода ферросплавов.
С декабря 1970 года — первый секретарь Руставского горкома Компартии Грузии. В 1972 году получил пост министра связи Грузинской ССР. В декабре 1975 года стал секретарём ЦК КП Грузии.
В Совете министров Грузинской ССР с июля 1982 года: сначала в должности заместителя председателя Совета министров — председателя Госплана, затем первого заместителя председателя и, наконец, в марте — апреле 1989 года возглавлял правительство (с 29 марта по 14 апреля). Отправлен в отставку сразу после Тбилисских событий.
Народный депутат СССР от Батумского — Ленинского национально-территориального избирательного округа № 492 Аджарской АССР. В 1995—1999 годах был депутатом парламента Грузии от Зестафонского округа. Также был членом наблюдательного совета Банка Грузии.
Был женат на Додо Сакварелидзе. Сын — Арчил Чхеидзе (род. в 1963 году). Умер 13 ноября 2007 года.